# Tobyanne Ledesma
Tobyanne Ledesma Rivera (n. Ciudad de México; 30 de junio de 1987). Actual directora general del Mecanismo de Protección a Personas Defensoras de Derechos Humanos y Periodistas. Es licenciada en Ciencias Políticas y Administración Pública por la UNAM; con un máster en Geopolítica y Seguridad global por la Universidad de Roma "La Sapienza".Fue Diputada de la Asamblea Constituyente de la Ciudad de México y vocera de la candidata Claudia Sheinbaum. (2017-2018).Fue titular del Mecanismo de Protección Integral de Personas Defensoras de Derechos Humanos y Periodistas de la Ciudad de México. 
Ledesma se especializa en temas de derechos humanos, análisis de la participación política, la relación de la sociedad con el Estado, así como en temas de transnacionalismo político y geopolítica. Desde 2005 ha formado parte de diferentes organizaciones de la sociedad civil en México, así como en diversas redes en América Latina, Asia e Italia. Actualmente, forma parte de la Red de Mujeres Afrolatinoamericanas, Afrocaribeñas y de la Diáspora, capítulo México. 

## Asamblea Constituyente
Electa por el principio de representación proporcional mediante el voto directo. Ledesma se integra al PRD como candidata externa y no militante.
Dentro de la asamblea Constituyente Ledesma priorizó el tema de Derechos Humanos sobre igualdad de género, igualdad sustantiva, interculturalidad, perspectiva de juventudes, así como el acceso a las tecnologías.

## Premios
En 2017 recibió el Premio Nacional de la Juventud en la categoría B (de 18 a 29 años) Aportación a la Cultura Política.
También obtuvo la Medalla Castaños-Lomnitz al Mérito Juvenil 2017, por las contribuciones realizadas a la agenda de derechos humanos en el Congreso Constituyente de la Ciudad de México, Fundación Gilberto Rincón Gallardo, A.C, julio 2017.
En 2020 fue reconocida como Integrity Icon Mexico City 2020. Integrity Icon es una campaña global de Accountability Lab impulsada por la ciudadanía con la finalidad de reconocer el trabajo personas funcionarias gubernamentales honestas y generar un debate en torno a la idea de integridad y demostrar la importancia de la honestidad y la responsabilidad personal.

## Protección a Periodistas y Personas Defensoras de Derechos Humanos
(2018-2023) Fue directora general del Mecanismo de Protección Integral de Personas Defensoras de Derechos Humanos y Periodistas de la Ciudad de México  Desde el inicio de la administración de Claudia Sheinbaum en la Ciudad de México, en diciembre de 2018, y concluyendo su encargo el 15 de noviembre de 2023.
(2023-2024 actual) Se desempeña como directora general del Mecanismo de Protección a Personas Defensoras de Derechos Humanos y Periodistas de la Unidad para la Defensa de los Derechos Humanos de la Subsecretaría de Derechos Humanos Población y Migración de la Secretaría de Gobernación, desde el 16 de noviembre de 2023.

## Publicaciones académicas
(2017), La alternativa al adultocentrismo no es el juvenilismo, Columna Invitada, Animal Político.
(2015), ¿Existen organizaciones sociales en China?, Revista Empodérate, Partido Nueva Alianza, México.
(2015), La participación ciudadana efectiva: el ingrediente pendiente, Gaceta Tlalpan, México.
(2016) La Asamblea Constituyente, la paridad y la participación ciudadana, Partido Nueva Alianza, México.
(2014) Ledesma Tobyanne y Limón Rebeca, “Jóvenes con calidad ciudadana”, Revista Voz y Voto, México
(2011) Migración transnacional y transnacionalismo político de los migrantes mexicanos : el caso de la Federación de Clubes Zacatecanos del Sur de California su relevancia en la política zacatecana y relaciones de poder de 2004-2009, http://132.248.9.195/ptb2011/julio/0671015/0671015_A1.pdf